# Peucedanum angelicaefolium
Peucedanum angelicaefolium là một loài thực vật có hoa trong họ Hoa tán. Loài này được (Baker) Engl. miêu tả khoa học đầu tiên năm 1894.